# Újezdec (Zlín)
Újezdec é uma comuna checa localizada na região de Zlín, distrito de Uherské Hradiště.